# PDF studio
PDF Studio ist ein Java basierter PDF-Editor für Windows, Mac OS X und Linux. Er wird von der Firma Qoppa Software in Atlanta (USA) entwickelt, die auch einen kostenlosen Dateibetrachter zur Verfügung stellen.
Der PDF Studio Editor ermöglicht es, Seiten neu zu erstellen, Text und Steuerelemente zu löschen oder hinzuzufügen und Formulare auszufüllen. Dabei behaupten die Entwickler, dass sie mit PDF Studio eine vollständige Kompatibilität zum PDF-Standard gewährleisten.
Des Weiteren bietet der Editor das Zerlegen und Mischen von PDFs, Mess-Werkzeuge und digitales Unterschreiben. Der Funktionsumfang unterscheidet sich entsprechend der „Standard“ bzw. der „Pro“ Version von PDF Studio.

## Rezeption
Für die Internetseite „FossLinux“ ist PDF Studio als einer der 10 besten Linux-PDF-Editoren geführt. Die Mac-Version wurde im c't-Magazin getestet.